# 横江忠志
横江 忠志（よこえ ただし、1950年 - ）は、高知県出身のソフトテニス選手。1981年第四回世界ソフトテニス選手権ダブルス優勝。高知県ソフトテニス連盟会長。四国学生ソフトテニス連盟会長。高知工科大学ソフトテニス部監督。

## 国際大会代表歴
第8回亜細亜軟式庭球選手権(1971)
個人戦2回戦敗退（木口・横江）　団体優勝
第9回亜細亜軟式庭球選手権(1973)
個人戦3位（木口・横江）　団体優勝
第1回世界ソフトテニス選手権(1975)
個人戦第3位（熊田・横江）　団体優勝
第2回世界ソフトテニス選手権(1977)
個人戦ベスト8（木口・横江）　団体優勝
第3回世界ソフトテニス選手権(1979)
個人戦ベスト8（木口・横江）　団体優勝
第4回世界ソフトテニス選手権(1981)
個人戦優勝（木口・横江）　団体優勝
第5回世界ソフトテニス選手権(1983)
個人戦ベスト8（木口・横江）　団体2位
第6回世界ソフトテニス選手権(1985)
個人戦ベスト8（木口・横江）　団体3位